# أليساندرو باجولا
أليساندرو باجولا (مواليد 9 نوفمبر 1999) هو لاعب كرة سلة إيطالي يلعب في مركز لاعب هجوم خلفي في نادي فيرتوس بالاكانسترو بولونيا.

## روابط خارجية
- أليساندرو باجولا على موقع الاتحاد الدولي لكرة السلة (الإنجليزية)
- أليساندرو باجولا على موقع الدوري الأوروبي لكرة السلة (الإنجليزية)
- أليساندرو باجولا على موقع كرة السلة الأوروبية.كوم (الإنجليزية)
- أليساندرو باجولا على موقع ريلجم (الإنجليزية)
- أليساندرو باجولا على موقع بروبوليرز (الإنجليزية)
- أليساندرو باجولا على موقع سبورتس رفرنس (الإنجليزية)
- أليساندرو باجولا على موقع اللجنة الأولمبية الدولية (الإنجليزية)
- أليساندرو باجولا على موقع أوليمبيديا (الإنجليزية)